# Álvaro VIII van Kongo
Álvaro VIII van Kongo (Mvemba a Mpanzu), behorend tot het Huis Kinlaza, was Mwene Kongo van het Koninkrijk Kongo van 1666 tot 1669.

## Levensloop
Hij werd op de troon geplaatst door Paulo da Silva, de graaf van Soyo, die met zijn troepen optrok naar São Salvador en zijn voorganger, koning Álvaro VII, liet doden.
In 1667 zond Álvaro VIII een gezant, Anastasius, naar Luanda in Portugees Angola, om een verdrag te onderhandelen dat de Portugezen het recht gaf om de mijnen in de Kongolese provincies Mbamba en Mpemba te exploiteren. Theodosius, de hertog van Mbamba, legde zich neer bij het besluit van de koning, maar Pedro III, een rivaal binnen het koninkrijk, verzette zich hier fel tegen.
Met een klein leger viel Pedro III Mbamba binnen, doodde Theodosius en trok vervolgens op naar de hoofdstad São Salvador. Daar liet hij Álvaro VIII ombrengen en riep zichzelf uit tot koning onder de naam Pedro III.